# Art Bergmann
Arthur Frank Bergmann, detto Art (Vancouver, 8 febbraio 1953), è un cantautore canadese.
È stato un esponente della scena punk rock canadese degli anni '70. Dal 1979 al 1980 ha fatto parte del gruppo Young Canadians, mentre in seguito ha intrapreso la carriera solista.

## Discografia
- 1988 - Crawl with Me
- 1990 - Sexual Roulette
- 1991 - Art Bergmann
- 1995 - What Fresh Hell Is This?
- 1998 - Design Flaw
- 2000 - Vultura Freeway
- 2009 - Lost Art Bergmann
- 2014 - Songs for the Underclass
- 2016 - The Apostate
- 2017 - Remember Her Name